# Górczyn (Puck)
Pour les articles homonymes, voir Górcyn.
Górczyn est une localité polonaise de la gmina de Krokowa, située dans le powiat de Puck en voïvodie de Poméranie. 